# New Adventures of Get Rich Quick Wallingford

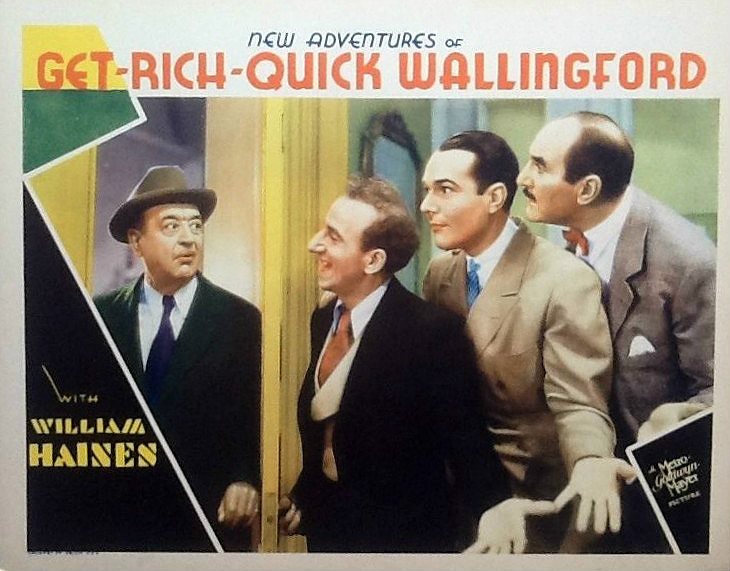
Carte promotionnelle du film.

New Adventures of Get Rich Quick Wallingford est un film américain en noir et blanc réalisé par Sam Wood, sorti en 1931.
C'est un remake du film The Son of Wallingford sorti en 1921.

## Synopsis
Sur un bateau quittant la France pour New York, J. Rufus Wallingford, un homme d'affaires se faisant passer pour une connaissance du millionnaire J. P. Morgan, dupe son compagnon de voyage Horace Tuttle en lui demandant 25 000 $ pour l'un de ses projets d'affaires illicites. Wallingford lui dit que l'argent est nécessaire pour payer un sénateur, et l'informe ensuite que son associé, Charlie Mitchell, est le président d'une grande banque. Après leur arrivée à New York, Wallingford et Tuttle se retrouvent à la banque de Mitchell, où Wallingford est aidé dans son projet par Schnozzle, un pickpocket qui se fait passer pour le sénateur, et Blackie Daw, qui se fait passer pour le président de la banque Mitchell. Les choses se compliquent pour Wallingford lorsque Tuttle paie avec un chèque de banque traçable au lieu d'argent liquide, mais Wallingford l'accepte quand même. Plus tard, à l'hôtel Ritz-Palmer, Wallingford rencontre Dorothy Layton, une employée de l'hôtel qui a été récemment licenciée. Lorsqu'il découvre qu'elle se rend à Pelton, dans l'État de New York, pour aider ses parents à répondre à l'offre d'une banque locale d'acheter leur propriété, Wallingford voit une autre opportunité de gagner de l'argent rapidement, et insiste pour l'accompagner.

## Fiche technique

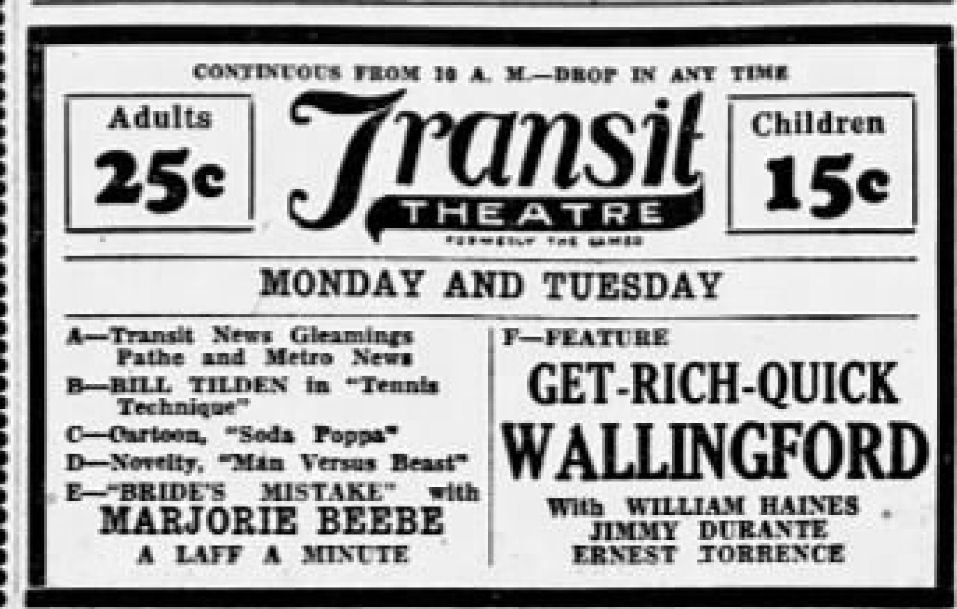
Annonce pour le film dans le Morning Call.

- Titre original : New Adventures of Get Rich Quick Wallingford
- Titre français : À nous les millions !
- Réalisation : Sam Wood
- Scénario : Charles MacArthur d'après The Wallingford Stories de George Randolph Chester[3].
- Photographie : Oliver T. Marsh
- Montage : Frank Sullivan
- Producteur : Harry Rapf
- Société de production et de distributions : Metro-Goldwyn-Mayer
- Pays de production :  États-Unis
- Langue d'origine : anglais américain
- Format : noir et blanc — pellicule : 35 mm — image : 1,20:1 — son : mono (Western Electric Sound System)
- Genre : comédie romantique, comédie policière[2]
- Durée : 87 minutes – 96 minutes
- Dates de sortie :
  - États-Unis : 31 octobre 1931
  - France : 21 septembre 1934[4]

## Distribution
- William Haines : Jimmy Wallingford
- Jimmy Durante : Clarence 'Schnozzle'
- Ernest Torrence : Blackie Daw
- Leila Hyams : Dorothy Layton
- Guy Kibbee : Sergent McGonigal
- Hale Hamilton : Charles Harper
- Robert McWade : Horace Tuttle
- Clara Blandick : Mrs Maggie Layton
- Walter Walker : Frank Layton
- Alfred Allen : capitaine du bateau (non crédité)
- Henry Armetta : Henry (non crédité)
- Lucy Beaumont : Mrs. Dalrymple (non crédité)
- Robert Bolder : rôle mineur
- Sidney Bracey : Joe le serveur
- Allan Cavan : réceptionniste
- Sydney Jarvis : le chef de la police
- Tom Kennedy : le chauffeur de camion
- Edwin Maxwell : directeur de l'hôtel
- Charles R. Moore : Bootblack
- William H. O'Brien : serveur
- Joe Sawyer : Willis le reporter
- Rolfe Sedan : Barber (non crédité)
- Phillips Smalley : Stockholder